# Les Petits désobéissants
Pour plus de détails, voir Fiche technique et Distribution.
Les Petits désobéissants (ou Les Enfants désobéissants) est un film muet français réalisé par Georges Monca, sorti en 1911.

## Fiche technique
- Titre : Les Petits désobéissants
- Titre de travail : Les Enfants désobéissants
- Réalisation : Georges Monca
- Scénario : Pierre Giffard
- Photographie :
- Montage :
- Société de production : Société cinématographique des auteurs et gens de lettres (S.C.A.G.L)
- Société de distribution : Pathé Frères
- Pays d'origine :  France
- Langue : film muet avec les intertitres en français
- Métrage : 175 mètres
- Format : Noir et blanc — 35 mm — 1,33:1 — Muet
- Genre :  Comédie
- Durée : 5 minutes 50
- Dates de sortie : 
  -  France : 29 novembre 1911

## Distribution
- Henry Houry
- Nancy Vallier
- Mme Darmody
- la petite Maria Fromet : Lily
- le petit Charlet : Maurice
- le chien Bobo